# Busseola microsticta
Busseola microsticta är en fjärilsart som beskrevs av George Francis Hampson 1894. Busseola microsticta ingår i släktet Busseola och familjen nattflyn. Inga underarter finns listade i Catalogue of Life.